# Scener fra Heden
Scener fra Heden er en dansk dokumentarisk optagelse fra 1912 produceret af Nordisk Films Kompagni.

## Handling
Et lille bondehus ligger smukt på heden. Der arbejdes i marken med studeforspand. En bondemand viser en dreng hvordan man pløjer med stude.